# Чайковский, Желько
Желько Чайковский (хорв. Željko Čajkovski; 5 мая 1925, Загреб, КСХС — 11 ноября 2016, Мюнхен, Германия) — югославский хорватский футболист, нападающий. В 1948 году на Олимпийских играх в Лондоне завоевал серебряную медаль в составе сборной Югославии. Брат Златко Чайковского, с которым вместе выступал за сборную страны.

## Клубная карьера
В 1942 году дебютировал в футбольном клубе ХАШК из Загреба. В первом послевоенном чемпионате Югославии 1945 года он принимал участие в составе сборной Хорватии, выходил на поле в обоих матчах своей команды.
В 1946 году перешёл в загребское «Динамо», откуда в следующем году получил вызов в сборную страны. В составе загребской команды выступал в течение 11 сезонов, стал двукратным чемпионом Югославии (1947/48 и 1953/54), обладателем Кубка Югославии 1951. Он сыграл за «Динамо» во всех турнирах (включая товарищеские матчи) 447 матчей и забил 275 голов, в том числе 184 матча (68 голов) в чемпионатах Югославии.
С 1956 года выступал за немецкий «Вердер» из оберлиги Северной Германии, провёл в его составе два года. В 1958 году перешёл в клуб «Лихтенфельс» из третьего дивизиона региональной лиги Баварии, где стал играющим тренером.
Закончив карьеру футболиста в 1960 году, перешел на тренерскую работу и был наставником ряда западногерманских клубов: «Гройтер», «Боруссию» из Нойнкирхена, «Ульм 1846», «Хайльбронн» и берлинский «Ваккер 04». «Боруссию» он вывел в Бундеслигу, но не смог удержать в ней команду в следующем сезоне. С «Ульмом» Чайковский дважды выигрывал турнир третьего дивизиона.

## Международная карьера
Дебютировал в сборной Югославии 11 мая 1947 года в игре против Чехословакии (1:3).
В 1948 году на летних Олимпийских играх в Лондоне в составе сборной Югославии завоевал серебряные медали. На турнире он принял участие в 4 матчах и забил 3 гола.
В отборочном этапе чемпионата мира-1950 принял участие в трёхматчевом противостоянии со сборной Франции, забил решающий гол на 114-й минуте третьего матча, который вывел Югославию в финальный турнир. В финальном турнире ЧМ-1950 в Бразилии вышел на поле в двух матчах против Мексики (4:1) и Бразилии (0:2), забил два гола в ворота мексиканцев.
Последний матч за сборную сыграл 24 июня 1951 года против Швейцарии. Всего на его счету 19 игр и 12 голов за национальную команду.